# Фарманов, Александр Касымович
Александр Касымович Фарманов (род. 15 июня 1958, Бекабад) — узбекистанский государственный деятель. Герой Узбекистана (2011).

## Биография
Окончил Джамбулский гидромелиоративно-строительный институт (1980) по специальности «инженер-строитель».
В 1980—1981 гг. работал мастером, затем начальником цеха на предприятии «Водоканал» в Актюбинске. Затем вернулся в Бекабад и в 1981—1985 гг. руководил сперва ремонтно-строительным, затем трубно-шиферным цехами Бекабадского цементного комбината.
В 1985—1995 гг. (с небольшим перерывом в 1992—1993 гг.) директор Бекабадского цементного комбината.
С мая 1995 г. по июль 2008 г. — председатель правления, генеральный директор Бекабадского ОАО «Узбекский металлургический комбинат».
С 23 июля 2008 года — генеральный директор ОАО «Алмалыкский ГМК».
Член Сената первого созыва (2005—2010) от Бекабадского округа Ташкентской области.
Женат на Светлане Фармановой, имеет дочерей Юлию, Алёну и Александру.

## Награды, премии и звания
Фарманов награждён рядом узбекистанских наград. Лауреат нескольких премий. Почетное звание «Ўзбекистон Республикасида хизмат кўрсатган саноат ходими» (Заслуженный работник промышленности Республики Узбекистан) присвоено в 1997 году, награждён памятным знаком «Ўзбекистон мустақиллигига 15 йил» (15 лет независимости Узбекистана) в 2006 году.
В 2004 году награждён орденом «Фидокорона хизматлари учун».
23 августа 2011 года — Фарманов удостоен звания «Узбекистон Кахрамони» («Герой Узбекистана») с вручением высшего знака — медали «Олтин Юлдуз» («Золотая Звезда»).